# Hemresa
Hemresa är en svensk TV-teater från 1993 i regi av Jan Bergman. I rollerna ses bland andra Jarl Kulle, Sten Ljunggren och Birgitta Valberg.

## Rollista
- Jarl Kulle – Axel
- Sten Ljunggren – Erik
- Birgitta Valberg – modern
- Malin Ek – systern
- Ulf Friberg – fadern
- Marie Richardson – modern som ung
- Otto Hakala – Axel som barn
- Emilia Löf – Agnes Karolina

## Om filmen
Hemresa producerades av Pia Ehrnvall för Sveriges Television AB Kanal 1. Manus skrevs av Sven Delblanc och filmen fotades av Bertil Wiktorsson. Sven-David Sandström komponerade musiken och Christos Kefalas var klippare. Filmen premiärvisades den 2 november 1993 i Sveriges Television.